# ブラウンダスト2
『ブラウンダスト2』 (Brown Dust2) は、GAMFSが開発しNEOWIZにより運営されているスマートフォン向けゲームアプリ。2023年6月22日に全世界同時にサービスが開始された。日本におけるサービスはGAMEONが担当する。公式略称は『ブラダス2』。基本プレイ無料（アイテム課金制）。

## 概要
『ブラウンダスト』の正式な後継作。前作の戦術的なターン制バトルを踏襲しつつ、ハイエンド2Dグラフィックスで描かれた世界、カセットを変えることによって登場人物の様々な物語・ゲームが体験できるマルチバース性などが特徴。

## 沿革
2022年10月26日、公式Twitterアカウントを開設。同年10月28日、ティザーサイトを公開。
2023年5月10日、事前登録を開始。同月25日には、事前登録者数が全世界で100万人を突破。同年6月22日、全世界同時で配信開始。
2024年6月13日、1周年を記念して公式放送を行った。同年12月3日、1.5周年を記念してスペシャルサイトを公開。
2025年5月8日、2周年を記念して夏イベントを開催。

## バトルシステム
縦3マス、横5マスの計15マスに最大5体のキャラクターを配置する。配置し、行動順を決め、味方の攻撃方法を選択すると戦闘開始となる。味方キャラクターが全員行動し終わると、敵キャラクターの行動開始となる。味方と敵の各キャラクターの攻撃には範囲が指定されており、配置によって効率的に敵を倒したり、敵の攻撃を上手く避けたりすることができる。
各キャラクターにはスキルがあり、スキルは通常の攻撃よりも威力が高かったり、攻撃範囲が広かったり、特殊なバフやデバフを与える効果があったりする。スキルはキャラクターにつき1つではなく、コスチュームにつき1つとなっており、コスチュームを複数所持しているキャラクターであれば複数のスキルを使用することができる。しかし、スキルを使用するにはSPが必要であり、戦闘開始時や攻撃や防御のターンの終了時、通常攻撃、SP獲得効果のある攻撃などで充填される。

## カセット

### ストーリーカセット
- メインストーリー。黒魔術師を倒す使命を背負った剣士ユースティアと妹を黒魔術師に殺された薬草採集者ラテルの2人を中心に据えた物語。ストーリーに登場していないキャラクターを戦闘で使うことができる。カセットによって数体臨時の仲間が追加されるが使用しなくても良い。パート制になっており、2025年7月現在パート18まで遊ぶことができる。
  1. 鮮血の騎士
  2. 蒼の魔女
  3. 霧の名射手
  4. ネコとメガネ
  5. 砂漠の華
  6. 異教の塔
  7. 憤怒の天使
  8. 鮮血の狂詩曲
  9. 鉄仮面
  10. ホムンクルス
  11. 虚言遊戯
  12. 黒き羽根
  13. 雪の唄
  14. 神聖裁判
  15. 復讐の誓い
  16. 三ヵ国同盟
  17. 試練の道
  18. 救済

### キャラカセット
- 1人のキャラクターに焦点を当てた、様々な世界のパラレルワールドの物語を遊ぶことができる。カセットによって戦闘で使えるキャラクターが限定されており、ストーリーの登場人物と同じ。2025年7月現在7つのカセットがある。
  1. ジェイデンズ・ゲート（ユースティア）
  2. ファイヤーチップ（ラテル）
  3. ビューティ・インポッシブル（シェラザード）
  4. 大脱出（グレイ）
  5. ルゥの迷路（ルゥ）
  6. 御剣伝（シルヴィア）
  7. 契約戦争（セイル）

### コンテンツカセット
- PvPや挑戦、成長、乱闘、運営などを遊ぶことができる。

### イベントカセット
- イベント時に一定期間の間のみ遊ぶことができるカセット。

## キャラクター

### ストーリーカセット

#### 主要人物
ユースティア・エーデルフェルト
声 - 和氣あず未
主人公パーティの1人。「鮮血の騎士」から登場。女性。2月11日生まれの15歳。身長は153㎝。黒魔術師を倒すべく各地を旅している少女剣士。「白の剣士」という異名を持つ。常に敬語で話し堅い印象を持つが、料理が好きで大食い。金髪のボブカットで碧眼。小さな角が2本生えている。
ラテル
声 - 堀江瞬
主人公パーティの1人。「鮮血の騎士」から登場。男性。10月1日生まれの18歳。身長は172㎝。田舎の小さな村に住まう薬草採集者。妹であるミーシャを黒魔術師に殺され、ユースティアとともに復讐の旅に出る。
シェラザード・アルミン
声 - 愛美
主人公パーティの1人。「蒼の魔女」から登場。女性。3月19日生まれの18歳。身長は160㎝。魔石に目がない美女の魔法使い。ユースティアとは幼馴染の関係。美女をすぐに口説くグレイを毎度のようにたしなめている。
グレイ
声 -鳥海浩輔
主人公パーティの1人。「霧の名射手」から登場。男性。11月27日生まれの21歳。身長は180㎝。卓越した弓の腕を持つものの女性に弱く、美女に出会うとすぐに口説こうとする軽い性格。

#### その他の登場人物
フレッド
声 - 二宮丈
「鮮血の騎士」から登場。8月23日生まれの19歳。175㎝。ラテルの友人。
ギュント
声 - 松岡洋平
「鮮血の騎士」から登場。3月11日生まれの18歳。168㎝。ラテルの友人。
リシアンヌ
声 - 上原有季乃
「鮮血の騎士」から登場。1月10日生まれの17歳。159㎝。
ルゥ
声 - 伊藤彩沙
「ネコとメガネ」から登場。4月3日生まれの12歳。139㎝。オルシュタインの同居人。「ルゥの迷路」の主人公。
オルシュタイン
声 - 熊谷健太郎
「ネコとメガネ」から登場。5月15日生まれの28歳。176㎝。魔力で猫に人格を宿して行動している。
シルヴィア
声 - 会沢紗弥
「砂漠の華」から登場。アルデバランの団長でありルヴィアの姉。「御剣伝」の主人公。
ルヴィア
声 - 鈴代紗弓
「砂漠の華」から登場。アルデバランの団長でありシルヴィアの妹。
エクリプス
声 - 佐々木未来
「異教の塔」から登場。9月20日生まれで何百年と生きている。169㎝。シュタインの塔の主。
セリア
声 - 伊吹茅紘
「異教の塔」から登場。2月29日生まれの18歳。169㎝。エクリプスに師事している。
テレーゼ
声 - 安済知佳
「憤怒の天使」から登場。4月17日生まれの17歳。157㎝。シェラザードの姉。コキュートスの実験台にされていた。
アナスタシア
声 - 花岩香奈
「憤怒の天使」から登場。7月18日生まれの18歳。152㎝。
リアトリス
声 - 進藤あまね
「鮮血の狂詩曲」から登場。7月29日生まれの18歳。157㎝。ユースティアとシェラザードとは幼馴染の関係。なぜかグレイのことが好きで、ヤンデレのようにになっている。
ディアナ
声 - 前田佳織里
「ホムンクルス」から登場。9月1日生まれの23歳。161㎝。シェラザードが通っていた魔術学校の最年少教授かつホムンクルス研究の権威。